# Marina Lezcano
Marina Lezcano (Lomas de Zamora, Buenos Aires, 5 de enero de 1957) es una ex jockey argentina, considerada por los medios periodísticos y la gente del turf como la mejor jocketa argentina de todos los tiempos.

## Nacimiento e infancia
Marina Lezcano nació el 5 de enero de 1957 en la localidad de Lomas de Zamora, Provincia de Buenos Aires, Argentina. Su padre trabajaba en una editorial y su madre, de apellido Wilde, era profesora de inglés y francés. Ella estudiaba piano, guitarra e inglés.

## Trayectoria deportiva
En sus inicios comenzó corriendo carreras cuadreras debido a que, en esa época, no se les permitía a las mujeres el ingreso a las pistas. Luego los hipódromos las dejaron correr, pero solo entre ellas. Hasta que finalmente lograron competir con los hombres, rompiendo con la tradición de jockeys masculinos en Argentina.
Formó parte de la primera promoción de mujeres de la Escuela de Jockeys Aprendices del Hipódromo de San Isidro, bajo la dirección de Alejandro Lhuillier, secundado por los profesores Juan Araya y Bernardino Marcos. Allí tuvo por compañeras a Isabel Desvard, Blanca González, María Mangiafave, Irene Guimaraes, María Nardi, Leonor De Francaroli, Fany Tobares, Ana María Centurión, María De Salvati y la hija de Araya (luego madre del jockey Jorge Caro Araya). A esa misma generación de jockeys aprendices pertenecen José Abregú, Eduardo "Fuchi" Liceri, Marcial Salces y Jorge Valdivieso, este último ganador de la Triple Corona del Turf Argentino en 1992 con Refinado Tom y considerado por los medios y la gente del turf como el mejor jockey argentino de todos los tiempos.
El 15 de diciembre de 1974, con tan sólo 17 años, debutó en las pistas argentinas. Llegó segunda, detrás de Atenea con la monta de Isabel Desvard.
Cuatro días después, el 19 de diciembre de 1974, ganó su primera carrera con la yegua Sandie Shaw, superando por medio cuerpo al ejemplar montado por Blanca González. Llegó al disco montando en pelo ya que se le había dado vuelta la montura en plena carrera; el cuidador Julio Félix Penna estaba acostumbrado a ensillarle al jockey Oreste Cosenza un poco flojo y Marina pesaba sólo 41 kilos.
En 1976, tras haber ganado 60 carreras, pasó de la categoría jockey aprendiz a jockey profesional. La victoria número 60 fue conduciendo al caballo Patrón.
El 3 de octubre de 1976 se convirtió en la primera mujer en ganar el Gran Premio Nacional con el potrillo Serxens.
Triunfó en numerosos clásicos y luchó las estadísticas con jockeys masculinos de la talla del uruguayo Vilmar "Topo" Sanguinetti, el peruano Víctor Centeno y los chilenos Carlos Pezoa y Eduardo Jara. A lo largo de su trayectoria condujo a brillantes ejemplares como Telescópico, Fitzcarraldo, Bayakoa, Serxens, Fort de France, Babor, Cipayo y First Moon.
Su mayor logro fue haber obtenido en 1978, con el caballo Telescópico, primero la Triple Corona del Turf Argentino, convirtiéndose en la primera jockey mujer en el mundo en ganar una Triple Corona, y luego la Cuádruple Corona del Turf Argentino.
El 5 de noviembre de 1978 Telescópico, con la monta de Marina Lezcano, disputó el Gran Premio República Argentina - Presidente Carlos Pellegrini (G.I) (actual Gran Premio Carlos Pellegrini) en el Hipódromo de Palermo y sobre 3000 metros. Telescópico derrotó por 18 cuerpos a Serxens, en el «uno-dos» del entrenador Juan Esteban Bianchi, y conquistó así la Cuádruple Corona del Turf Argentino.
En 1982 ganó, con el potrillo Agigantado, el Gran Premio Dos Mil Guineas (G.I), que ese año había sido ascendido a Grupo Uno en la escala internacional. El 10 de octubre de ese año ganó el Gran Premio Jockey Club (G.I) con Fort de France, marcando 1’ 57” 1/5 para los 2.000 metros en la pista de césped del hipódromo de San Isidro, tiempo que fue récord mundial para esa distancia.
El 10 de marzo de 1984 se convirtió en la primera jockey mujer en correr el Gran Premio Asociación Latinoamericana de Jockey Clubes e Hipódromos (actualmente denominado Gran Premio Latinoamericano) en el Hipódromo Chile con el caballo El Asesor, que finalizó quinto muy cerca del local High Master y fue el mejor clasificado de los argentinos.
Corrió su última carrera el 30 de abril de 1989 y ganó más de 100 clásicos.
Durante 27 años mantuvo el récord de carreras ganadas por una mujer jockey en el turf argentino, con 608 victorias. El actual récord de 642 carreras le pertenece a Lucrecia Mariana Carabajal mientras que su colega Andrea Soledad Marinhas lleva ganadas 625 carreras (datos al 11/12/2024).
Hasta la fecha es la única jockey mujer en el mundo en ganar una Triple Corona.

### Triunfos destacados
- Gran Premio Nacional (G.I) en 1976 con Serxens
- Gran Premio Polla de Potrillos (G.I) en 1977 con Cipayo
- Gran Premio Polla de Potrillos (G.I) en 1978 con Telescópico
- Gran Premio Jockey Club (G.I) en 1978 con Telescópico
- Gran Premio Nacional (G.I) en 1978 con Telescópico
- Premio Carlos Pellegrini (G.I) en 1978 con Telescópico
- Gran Premio Jockey Club (G.I) en 1982 con Fort de France (en tiempo récord)
- Gran Premio Dos Mil Guineas (G.I) en 1982 con Agigantado

## Después del retiro
Durante los años 2009 y 2010 tuvo un breve paso como entrenadora de caballos de carrera en el Hipódromo La Punta de San Luis. Debutó el 15 de febrero de 2009 cuando presentó a la yegua debutante Grande Chola en el Premio San Luis Turístico. Finalmente el 6 de junio de 2010 hizo su última presentación con la yegua Miss Boucle en el Premio Turf de Punta a Punta, obteniendo el sexto puesto. En resumen, las dos yeguas bajo su cuidado, primero Grande Chola y luego Miss Boucle, corrieron un total de 7 carreras sin lograr figurar en el marcador.
Desde su inauguración, el 13 de marzo de 2009, se desempeña como directora de la Escuela de Jockeys del Hipódromo La Punta de San Luis. Con un curso teórico-práctico de 2 años de duración los alumnos se reciben con el título de «Jockey Aprendiz». Uno de sus exalumnos es el jockey Lautaro Emanuel Balmaceda, quien obtuvo la Distinción Jorge A. Laffue 2011 al «Jockey Aprendiz del Año» y ganó la final de la Copa UTTA 2012, en el Hipódromo de Las Flores de Santa Fe, y el Gran Premio Jorge A. Laffue (NG) 2012, en ambas carreras conduciendo al tordillo Fuerte Señal.

## Vida personal
Se casó con Hugo Rodolfo Gutiérrez (n. 24 de octubre de 1950), entrenador de caballos de carrera, y tuvo con él 3 hijos: Eduardo L. Gutiérrez (n. 1990), Andrés Gutiérrez (n. 1992) y Trinidad Gutiérrez. Desde julio de 2008 vive en el barrio Los Lapachos de la ciudad de La Punta, provincia de San Luis.

## Distinciones y homenajes
- Fue tapa de la revista deportiva El Gráfico, de la revista Gente (el 16 de noviembre de 1976) y de las revistas de los diarios Clarín (15 de agosto de 1975) y La Nación (18 de enero de 1976).
- En 1976 Carlos Mayel (nombre artístico de José Luis Anastasio) y José Paradizo compusieron la letra y la música, respectivamente, del tango «Muñeca de oro» a modo de homenaje a Marina.[27][28][29] El estribillo dice:

«Marinita Lezcano / hoy reconocen que sos genial.

Con tu muñeca de oro / ya conquistaste el "Nacional".

Marinita Lezcano / tu hazaña nunca la olvidarán

los ojos que en Palermo / vieron un triunfo tan magistral.»
"Muñeca de oro " de Carlos Mayel y José Paradizo

- El 1° de abril de 2005 se corrió, en el Hipódromo de Palermo y sobre 1000 metros, el «Premio Marina Lezcano» para yeguas de 5 años y más edad ganadoras de dos carreras. La prueba fue ganada por Regresa Li, con la monta de Franco Ferreyra. La reunión tuvo como prueba principal al «Clásico Gral. Francisco B. Bosch (L) - Copa Día de los trabajadores profesionales del turf».[30]

- El 10 de febrero de 2008 se corrió, en el Hipódromo Independencia de Rosario (provincia de Santa Fe) y sobre 1.100 metros, el «Premio Marina Lezcano» para todo SPC de 5 años y más edad perdedor oficial. Lo ganó Nice Temprano, con la conducción de Lucas Damián Caronni.[31]

- El 24 de febrero de 2008 se corrió, en el Hipódromo Independencia de Rosario (provincia de Santa Fe) y sobre 1000 metros, el «Premio Homenaje a Marina Lezcano» para todo SPC de 4 años y más edad perdedor o ganador de 1 carrera. El ganador fue Tino Bid, con la monta de Miguel Roch.[32][33] El cotejo, disputado en simulcasting con el Hipódromo de San Isidro, contó con la presencia de Lezcano, quien fue agasajada por las autoridades rosarinas.[34]

- El 11 de mayo de 2008 se corrió en el Hipódromo de Azul (provincia de Buenos Aires) y sobre 1100 metros, el «Premio Homenaje a Marina Lezcano» para todo caballo de 5 Años y más edad que no haya ganado. La carrera fue ganada por el tordillo Tintillo con la monta de Alfredo Marcelo Luna y contó con la presencia de Marina Lezcano, quien en la premiación recibió un ramo de flores.[35][36]

- El 24 de marzo de 2011 se corrió, en el Hipódromo de Palermo y sobre 1400 metros, el «Premio Marina Lezcano» para yeguas de 4 años que no hayan ganado. Lo ganó por 14 cuerpos la debutante Ilusora (USA), con la conducción del brasileño Jorge Ricardo. Ese día la reunión tuvo como prueba principal al «Clásico Grandes Fustas».[37]

- El 3 de julio de 2011 se corrió, en el Hipódromo de Río Cuarto (provincia de Córdoba) y sobre 1400 metros, el premio extraoficial «Especial Marina Lezcano». El ganador fue King Vision, con la monta de Néstor Fabián Fernández.[38]

- El 27 de agosto de 2011, durante la entrega de las Distinciones Jorge A. Laffue 2011 en el Hipódromo La Punta de San Luis, recibió una «Mención Especial» en reconocimiento a su destacada labor y empeño en la transmisión de conocimientos y experiencia a través de la Escuela de Jockeys del Hipódromo La Punta, compartiendo el amor por los caballos y por la actividad con sus alumnos.[39]

- El 30 de marzo de 2012 se corrió, en el Hipódromo de Palermo y sobre 1400 metros, el «Premio Marina Lezcano (C.I.)» para todo caballo de 4 años perdedor que, habiendo corrido un mínimo de dos carreras no haya clasificado 2°, 3° o 4° en los Hipódromos de Palermo o San Isidro en sus dos últimas actuaciones. Lo ganó Cardinal Point, con la monta de Cristian Fabrizio Quiles. Ese día la reunión tuvo como prueba principal al «Handicap Grandes Fustas».[40]

- Desde el año 2012 se corre anualmente, en el mes de septiembre y en el Hipódromo La Punta de San Luis, el «Clásico Marina Lezcano» para yeguas de 4 años y más edad, sobre la distancia de 1400 metros. En su primera edición del 23 de septiembre de 2012 lo ganó la tordilla White Girlfriend (Mejor Yegua Adulta La Punta 2011), con la monta de Esteban Torres.[41][42]

- El 15 de diciembre de 2013 se corrió, en el Hipódromo La Punta de San Luis y sobre 1000 metros, el «Premio Jocketa Marina Lezcano» para caballos de 5 años y más edad que no hayan ganado. El ganador fue Pepe Dólar, con la monta de Alcides Mariano Coronel Espínola.[43]

- El 29 de abril de 2014 el presidente del Jockey Club, Enrique Olivera, decidió honrar a «las mujeres del turf» con el «Premio Carlos Pellegrini del Año 2013». Entre las mujeres invitadas como representantes para recibir la distinción estuvieron Marina Lezcano, María Marta Leonardini de Garat (criadora y propietaria del haras Don Santiago), Victoria Pueyrredón de Duggan (criadora y propietaria del haras El Paraíso), Diane Lorraine Perkins (criadora y propietaria del haras San Francisco de Pilar), María Belén Conforti (directora de la Revista Palermo), Lucrecia Carabajal (jockey profesional), Irene Guimaraes (exjockey y agente de ventas de caballos), María Fernanda Álvarez (entrenadora), María Flores (peona), Florencia Peñalva (jockey aprendiz) y la Dra. Letizia Porfiri (veterinaria de Calidoscopio).[44][45]

- El 13 de octubre de 2014 participó junto a sus colegas Lucrecia Carabajal, Andrea Marinhas, Vanessa Cortella, María Fleitas, María Paganelli y Jessica Diestra, del homenaje a las jocketas argentinas que realizó el Hipódromo Argentino de Palermo en la reunión denominada «Ladies' day» y que tuvo como prueba principal al «Gran Premio Selección - Copa Lalcec» ganado por la tordilla Kalithea, con la monta de Altair Domingos. Allí Marina recibió flores y una obra del artista plástico Milo Lockett.[3][4]

- En una votación en el sitio de internet «Hablemos de Turf», durante el mes de febrero de 2015, se eligió a la mejor jocketa en Argentina. La ganadora resultó Marina Lezcano con 28 puntos, seguida por Lucrecia Carabajal con 13 puntos y Andrea Marinhas con 11 puntos.[7]

- El 28 de octubre de 2018 se corrió, en el Hipódromo de Tandil y sobre 800 metros, el «Clásico Marina Lezcano» para todo caballo de 3 años y más edad. Ganó Potri Atoll, con la monta de Alejandro Sánchez.[46]
- El 27 de noviembre de 2021 se corrió, en el Hipódromo de Palermo y sobre 2000 metros, el «Hándicap Marina Lezcano» para yeguas ganadoras de 4 años y más edad. Ganó Jazz Bass, con la monta de Francisco Gonçalves.[47]
- El 12 de marzo de 2022 se corrió, en el Hipódromo de San Isidro y sobre 1000 metros, el «Clásico Eduardo Jara - Copa Marina Lezcano», un hándicap descendente para todo caballo de 3 años y más edad. Ganó Líder Blue, con la monta de Jorge Peralta.[48]
- El 10 de marzo de 2023 se corrió, en el Hipódromo de Palermo y sobre 1000 metros, el «Premio Marina Lezcano» para yeguas de 5 y 6 años que no hayan ganado. Ganó Lucky Clara, con la monta de Urbano Chaves.[49]
- El 27 de noviembre de 2023 se corrió, en el Hipódromo de Palermo y sobre 2000 metros, el «Hándicap Marina Lezcano» para yeguas de 4 años y más edad, ganadoras. Ganó Katerine, con la monta de Martín Valle.[50]
- El 9 de marzo de 2024 se corrió, en el Hipódromo de San Isidro y sobre 1400 metros, el «Premio Marina Lezcano» para potrancas de 2 años que no hayan ganado. Ganó Just Be Happy, con la monta de Eduardo Ortega Pavón.[51]
- El 30 de agosto de 2024 se corrió, en el Hipódromo de San Isidro y sobre 1400 metros, el «Clásico Marina Lezcano» para potrancas de 3 años. Ganó Happy Bomb, con la monta de Miguel Ángel Sosa.[52]
- El 29 de noviembre de 2024 se corrió, en el Hipódromo de Palermo y sobre 2000 metros, el «Hándicap Marina Lezcano» para yeguas de 4 años y más edad, ganadoras. Ganó Brienne Trigger, con la monta de William Pereyra.[53]